# Black 'n Blue
Black 'n Blue  is een Amerikaanse glam metalband uit Portland (Oregon). Na de oprichting in 1979 werd het al snel het "volgende grote ding" in de Verenigde Staten genoemd, maar ondanks een trouwe schare fans bereikten ze nooit de commerciële doorbraak.

## Bezetting
Huidige bezetting
- Jaime St. James (zang)
- Shawn Sonnenschein (gitaar)
- Jeff Warner (gitaar)
- Patrick Young (e-basgitaar)
- Pete Holmes (drums)

Voormalige leden
- Virgil Ripper (gitaar, 1981–1982)
- Tommy Thayer (gitaar, 1981–1989)

## Geschiedenis
De band werd in 1979 in Oregon opgericht en heette oorspronkelijk Movie Star. De band veranderde voor het eerst haar naam in Loved By Millions in 1980 en noemde zichzelf daarna Black’ n Blue in november 1981. In Portland wilden ze alleen covers horen, die de vrije ontwikkeling van de band belemmerden, daarom verhuisden ze in 1982 naar Los Angeles. Hier verscheen ze voor het eerst op de geluidsdrager Metal Massacre, een onafhankelijke sampler, waarop andere nieuwkomers als Metallica, Ratt en Malice werden gepresenteerd.
Amper negen maanden in de glam-metropool werd Don Dokken zich ervan bewust en maakten ze samen een demo, waarbij ook Michael Wagener betrokken was, die op zijn beurt contact maakte met Dieter Dierks. In januari vloog de band naar de opnamestudio van Dierks in Keulen. In hetzelfde jaar bracht Black ’n Blue hun titelloze debuutalbum uit bij Geffen Records. Deze plaat bevat waarschijnlijk het bekendste titel nummer Hold on to 18. De opvolger Without Love werd het jaar daarop uitgebracht. Het geluid van dit album was niet zo ruw als de band oorspronkelijk klonk, maar had een meer gepolijste, radio-compatibele productie, wat veel fans in verwarring bracht. Hoewel de twee nummers Without Love en Miss Mystery als singles werden uitgebracht, had de band geen succes en werd het album als een teleurstelling beschouwd. Het derde nummer Nature of the Beach van dit album was te horen in de film Vision Quest en verscheen als de B-kant van de Madonna-single Gambler, maar werd niet uitgebracht op het soundtrack-album.
In 1986 bracht de band het album Nasty Nasty uit, geproduceerd door Kiss-bassist Gene Simmons, waaraan Peter Criss en Sebastian Bach deelnamen. In 1988 volgde In Heat, ook geproduceerd door Simmons, en toerde de band in het voorprogramma van Yngwie Malmsteen en Lita Ford. Met beide albums probeerde de band terug te keren naar hun oorspronkelijke, ruigere geluid, maar beide pogingen mislukten en de band ontbond in 1989. In 1997 kwamen de vijf leden van de eerste bezetting van Black ’n Blue samen voor een eenmalig concert, dat het volgende jaar werd uitgebracht als One Night Only: Live on CD.
In 2003 kwam de band weer bij elkaar, maar zonder Tommy Thayer, die gitarist was geworden bij Kiss. Shawn Sonnenschein is de nieuwe gitarist bij Black’n Blue. De band ging op tournee en begon met het opnemen van het album Hell Yeah! en was gepland voor publicatie in september 2003. De publicatie werd keer op keer uitgesteld, meest recentelijk was er een publicatie gepland voor 2008, maar noch in 2008 noch in 2009 was Hell Yeah! op de markt gebracht. In feite werd het album pas in 2011 uitgebracht.
Black ’n Blue is nog steeds actief en treedt af en toe op tijdens festivals in de Verenigde Staten. Jaime St. James was eind jaren 1980 bij de formatie Wet Engine, midden jaren 1990 met Freight Train Jane en na een solo-poging begin jaren 2000 van 2004 tot 2007 zanger bij Warrant. Tommy Thayer is nog steeds gitarist bij Kiss. De band gaf op 8 december 2008 een volledig concert in Portland ter ondersteuning van hun oude vriend Kenny Nordone in zijn strijd tegen kanker. Jaime St. James verliet Warrant in 2007 en bracht Black ’n Blue weer samen. De band speelde op het Rocklahoma Festival 2008. In 2010 werd de band opgenomen in de Oregon Music Hall of Fame.

## Discografie
- 1984: Black 'n Blue (Geffen)
- 1985: Without Love (Geffen)
- 1986: Nasty Nasty (Geffen)
- 1988: In Heat (Geffen)
- 1998: One Night Only: Live!
- 2001: The Demos Remastered: Anthology 1
- 2001: Ultimate Collection
- 2002: Live in Detroit 1984
- 2005: Collected (boxset)
- 2007: Rarities
- 2011: Hell Yeah